# Dieter Wöstenberg
Dieter Wöstenberg (* 23. Februar 1943 in Lüblow) ist ein deutscher Arzt und Politiker (FDP).

## Leben und Beruf
Nach dem Abitur 1961 an der Erweiterten Goethe-Oberschule in Schwerin studierte Wöstenberg von 1962 bis 1968 Medizin an den Universitäten in Sofia und Rostock. Er bestand das Staatsexamen, promovierte 1968 an der Universität Rostock mit der Arbeit Katamnestische Erhebungen nach akutem Hörsturz unklarer Genese zum Dr. med. und war dann als Allgemeinmediziner im Bezirkskrankenhaus Schwerin tätig. Über die Positionen eines Ober- und Chefarztes stieg er zum Ärztlichen Direktor des Klinikums Schwerin, einem Betriebsteil des Medizinischen Zentrums der Landeshauptstadt Schwerin, auf. 2003 wurde er Ärztlicher Direktor des gesamten Medizinischen Zentrums.
Dieter Wöstenberg ist seit 1965 verheiratet und hat zwei Töchter.

## Politik
Wöstenberg zählte während der politischen Wende zu den Gründern der FDP der DDR. Er war 1990/91 Landesvorsitzender der Liberalen in Mecklenburg-Vorpommern und wurde in den FDP-Bundesvorstand gewählt. Von März bis Oktober 1990 gehörte er der ersten frei gewählten DDR-Volkskammer an und war dort stellvertretender Vorsitzender der liberalen Fraktion. Von Oktober bis Dezember 1990 war er Mitglied des Deutschen Bundestages. Von 1991 bis 1997 war er Mitglied des Kuratoriums der Friedrich-Naumann-Stiftung.